# スティーブ・ジョブズ
スティーブ・ジョブズ（英語: Steve Jobs）、本名スティーブン・ポール・ジョブズ（英語: Steven Paul Jobs、1955年2月24日 - 2011年10月5日）は、アメリカ合衆国の起業家、実業家、工業デザイナー。アメリカ国家技術賞、大統領自由勲章を受賞している。
Appleの共同創業者の一人であり、同社のCEOを務め、一切の妥協を許さないカリスマ的変革者として知られる。NeXTやピクサー・アニメーション・スタジオの創業者でもあり、ウォルト・ディズニー・カンパニーなどの役員を歴任した。AppleⅡなどによりパーソナルコンピュータ（パソコン）の概念を市場に普及させ、iPodとiTunes及びiTunes Storeによって音楽業界に変革をもたらし、iPhoneおよびiPadを世に送り出したと評された。

## 略歴
1976年、ジョブズは友人のスティーブ・ウォズニアックが自作したマイクロコンピュータ「Apple I」を販売するために起業することを決意し、同年4月1日にウォズニアックおよびロナルド・ウェインとの共同で「Apple Computer Company（アップルコンピュータ・カンパニー）」を創業した。Apple Computer（以下Apple）が1977年に発売した「Apple II」は商業的な大成功を収め、パーソナルコンピュータという概念を世間一般に浸透させた。Appleはシリコンバレーを代表する企業に急成長を遂げ、ジョブズは1980年12月のApple IPO時に2億5,600万ドルもの個人資産を手にし、1982年2月には『タイム』誌の表紙を飾るなど若くして著名な起業家となった。
その後、ジョブズは先進的なGUIやマウスを持つコンピュータ「Macintosh」の開発を主導した。1984年に発表されたMacintoshはマスコミから絶賛され当初は売れ行きも良く、ジョブズの名声を高めたが、発売から数カ月後には深刻な販売不振に陥り、Apple社内でのジョブズの地位を危ういものにした。1985年5月、ジョブズはCEOのジョン・スカリーによって全ての業務から解任されて閑職へと追いやられ、同年9月にはAppleを去った。
Apple退職後、ジョブズはルーカスフィルムのコンピュータ・アニメーション部門を1,000万ドルで買収し、ピクサー・アニメーション・スタジオを設立した。また、自ら創立したNeXT Computerで、NeXTワークステーション（NeXTcube, NeXTstation）とオペレーティングシステム（OS）NEXTSTEPの開発を指揮・主導した。
1996年、業績不振に陥っていたAppleにNeXTを売却すると同時に復帰、1997年には、iCEO（暫定CEO、Interim CEOの略）となる。同年には、不倶戴天のライバルとさえされていたマイクロソフトとの提携と、同社からの支援を得ることに成功し、また社内ではリストラを進めてAppleの業績を向上させた。

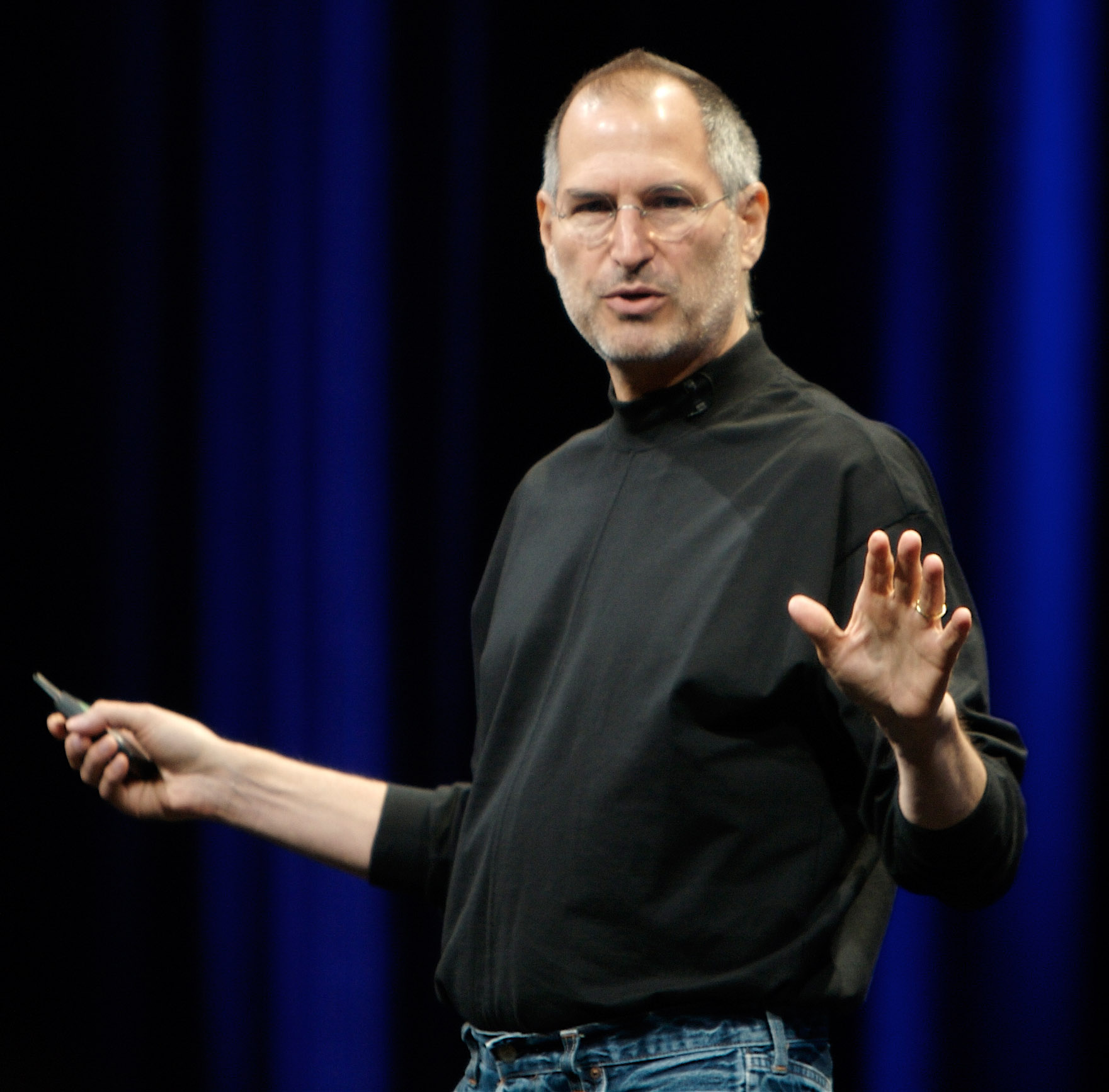
WWDC07でのスティーブ・ジョブズ

2000年、正式にCEOに就任。2001年から2003年にかけてMacのOSをNeXTの技術を基盤としたMac OS Xへと切り替える。その後はiPod・iPhone・iPad、Appleの業務範囲を従来のパソコンからデジタル家電とメディア配信事業へと拡大させた。一方で、2003年には膵臓がんと診断された。
CEOに就任して以来、基本給与として年1ドルしか受け取っていなかったことで有名であり（実質的には無給与であるが、この1ドルという額は、居住地のカリフォルニア州法により、社会保障番号を受けるために給与証明が必要なことによる）、このため「世界でもっとも給与の安い最高経営責任者」と呼ばれた。しかし、無報酬ではなくAppleから莫大なストックオプションやビジネスジェット機などを得ている。2006年にピクサーをディズニーが74億ドルで買収したことにより、ピクサー株の50%を保有するジョブズはディズニーの個人筆頭株主となり同社の役員に就任したが、ディズニーからの役員報酬は辞退していた。
2011年10月5日、膵臓がんにより死去。56歳没。
2012年2月11日、第54回グラミー賞で、特別功労賞の一つ「トラスティーズ賞」が授与された。2022年7月7日にはアメリカ合衆国で文民に贈られる最高位の勲章である大統領自由勲章を追贈された。

## 経歴

### 1955 –1974

#### 生い立ち
スティーブ・ジョブズは1955年2月24日、シリア人の父アブドゥルファター・ジャンダーリ (アラビア語：عبد الفتاح الجندلي, ʿAbd al-Fattāḥ al-Jandalī, アブドゥルファッターフ・アル＝ジャンダリー、英字表記例：Abdulfattah Jandali) と、ドイツ・スイス系アメリカ人の母ジョアン・キャロル・シーブル (英: Joanne Carole Schieble) との間に、サンフランシスコで生まれた。ジョブズは生後すぐに養子に出され、養父母となったポール・ジョブズ、クララ・ジョブズ夫妻によって育てられた。
実父アブドゥルファター・ジャンダーリは1931年にシリアのアラブ人ムスリムの家庭に生まれ、ホムスで育った。レバノンのベイルート・アメリカン大学に入学したジャンダーリは学生活動家となり、政治的活動に参加して投獄されたこともあった。 その後、ジャンダーリはPh.D.の取得を目指してアメリカのウィスコンシン大学に留学し、そこでのちにジョブズの実母となる、ジョアン・キャロル・シーブルと出会った。ジャンダーリとシーブルは同年齢であったが、Ph.D.候補生であったジャンダーリはシーブルが受講した授業のティーチングアシスタントを務めていた。ジョブズの実妹であるモナ・シンプソンによれば、シーブルの両親は娘がムスリムの男性と交際することを好ましく思っていなかった。ウォルター・アイザックソンによると、シーブルは父親から「ジャンダーリとの交際を続けるなら勘当する」と脅されていたという。
ジャンダーリによれば、シーブルの父親が自分との結婚を認めなかったため、シーブルは誕生以前からジョブズを養子に出すことを決めていた。ジョブズが2005年6月12日のスタンフォード大学の卒業講演で語ったところによると、母であるジョアンはポール・ジョブズ、クララ・ジョブズ夫妻が大学卒でないことを知り養子縁組を躊躇していたが、ジョブズ夫妻がスティーブを大学に進学させることを約束したことから養子縁組が成立したという。なお、実の両親はのちに正式に結婚して女の子をもうけ、後に離婚している。スティーブが生母と再会するのは、スティーブが30歳を過ぎて、養母であるクララが亡くなった1986年である。ジョブズはそのときに初めて実の妹であるモナ・シンプソンがいることを知り、その後彼女とも対面を果たした。
一方、ジョブズは実父とは死ぬまで会おうとしなかった。父親のジャンダーリも、息子の成功に便乗していると思われるのを恐れ、親しい友人にも息子について語ることはほとんどなかったという。

#### 幼少期・少年時代
1957年、ジョブズが3歳のころ、ジョブズ夫妻がパティーを養子にもらい妹ができる。同じころ、実父母の間に実妹・モナが生まれる。1960年になり、カリフォルニア州パロアルトに転居する。
1961年、6歳になったジョブズはモンタ・ロマ小学校に入学。幼少時代のジョブズはとても手のかかる子どもだったという。ヘアピンが電気を通すのか確かめるために、ヘアピンをコンセントに差し込んで感電したり、盗聴器で親の部屋を盗聴したり、小学校では授業中に花火をしたり、教師の椅子に爆弾を仕掛けるなど、エピソードに事欠かない少年だったという(彼の特性を理解していたポールはこの事で彼の担任と口論になったという)。
1965年、4年生となったジョブズは快活で機転の利く女性教師と出会い、勉強が好きになった。その後、4年生の終わり頃に知能検査を受けたジョブズは並外れた知能を示し、1年飛び級してクリッテンデン中学に入学した。しかし、飛び級して入った学校でジョブズは周囲の生徒からいじめられることが多く、7年生の半ばには両親に環境の良い学校への転校を要求した。そのため、一家は費用を捻出してロスアルトスのクリストドライブ2066番地にガレージ付の一軒家を購入して転居し、ジョブズをクパティーノ中学校に転校させた。
1968年、ジョブズが13歳のとき、ヒューレット・パッカード社のCEOビル・ヒューレットの自宅に電話をかけた。ジョブズが「周波数カウンタの部品をください」と言うと、ビル・ヒューレットは部品をくれたばかりか、夏休みにアルバイトをしないかと持ちかけた。アルバイト先はヒューレット・パッカードの支社で、周波数カウンタを作っているところだったという。1968年の秋、ジョブズはクパチーノのホームステッド高校に進学した。

#### 青年時代
1971年の夏、16歳のジョブズは友人ビル・フェルナンデスの紹介で当時21歳のスティーブ・ウォズニアックと知り合い、すぐに意気投合した。その年の秋、ウォズニアックの母親にもらった『エスクァイア』誌1971年10月号に掲載されていたブルーボックス（不正に無料で長距離電話をかけることを可能にする装置）についての記事を読んだ2人は、急いでスタンフォード線形加速器センターの図書館に向かい、AT&T（ベル社）の技術資料を見つけ出し、それを元にウォズニアックがオリジナルのブルーボックスを作り上げた。ウォズニアックは装置を作ったことで満足したが、ジョブズはこの装置を1台150ドルで、学生を主な顧客として売りさばいた。最終的に200台余りのブルーボックスが販売され、ジョブズとウォズニアックは大きな利益を上げたが、あるとき銃で脅されブルーボックスを奪われたことがきっかけとなり、身の危険を感じた2人は販売を止めた。後にジョブズは、ブルーボックスで商売をした経験がなければAppleが誕生することもなかったのは、「100パーセント確実」だと語っている。
1972年、ホームステッド高校の4年生（最終学年）であったジョブズは幻覚剤のLSDを使用し始めた。ある日サニーベール郊外の畑で服用した際に体験した、麦畑が突如バッハの曲を奏で始めるという幻覚は、後年までジョブズに強い印象を残した。のちには、LSDによる作用を人生でトップクラスの重要な体験であると述べ、人生を金儲けだけに費やすのではなく、「歴史という流れに戻すこと、人の意識という流れに戻すこと」の重要性に気づかせてくれたと回想している。
1972年9月、ジョブズはオレゴン州のリード大学に入学した。リード大学は学費が高額な私立大学であり、両親の金銭的な負担は大きかったが、ジョブズは他の大学を受験することを断固拒否した。大学時代のジョブズは創造神・ユダヤ・キリスト教・イスラム教・アニミズム・太陽神・思想・坐禅・食事・ヒッピー文化に心酔し、裸足で校内を歩き、一時は風呂に入らない時期もあったという。ジョブズは大学に半年間通ったが、興味のない必修科目を履修することを嫌がり、本人の弁によれば「両親が一生をかけて貯めた学費を、意味のない教育に使うのに罪悪感を抱いた」ために中退。しかし、中退後もリード大学のキャンパスを放浪し、コカ・コーラの空き瓶拾いや心理学科の電子装置修理で日銭を稼ぎながら、哲学やカリグラフィー（西洋書道）など、興味のあるクラスだけを聴講するもぐりの学生として過ごし、合計18か月をリード大学に費やした。当時のジョブズは音楽に傾倒し、ビートルズやグレイトフル・デッドなどをよく聴いていた。

#### アタリ時代
導師を求めてインドまで旅をしたいと考えたジョブズは、旅費を捻出するため働くことを決める。1974年2月にジョブズは実家に戻り、その日のうちにアタリを訪問、「雇ってくれるまで帰らない」と宣言してアタリのトップであるノーラン・ブッシュネルを引っ張り出した。ブッシュネルに気に入られたジョブズは40人目の社員として採用され、時給5ドルのテクニシャン（下級エンジニア）として働くこととなった。入社後のジョブズは長髪で風呂に入らず、ビルケンシュトックサンダル（または裸足）でうろつく不潔な姿に加え、誰彼かまわず尊大な態度で接したため、夜勤でひとり勤務していたにもかかわらず、技術部長のアラン・アルコーンなどの同僚の大半から「無礼者」と認識された。
ジョブズはアルコーンにインドまでの旅費の援助を頼み、ミュンヘンでのゲームの修理を旅費込みで命じられ、ドイツ経由でインドへ渡ることで旅費を安く済ませるめどを立てた。ジョブズは仕事を済ませたあと一度退社し、友人のダン・コトケとともにインドにたどり着いたが、すぐに赤痢にかかって苦しむことになったうえ、放浪の末に想像とあまりにもかけ離れたインドの実態に失望した。結局その年の秋にはロスアルトスに帰り、曹洞宗の禅僧である鈴木俊隆と知野弘文を導師としてサンフランシスコで禅を学び、瞑想やスタンフォード大学の授業聴講などをして自分探しを行ったあと、1975年初頭にアタリに復職する。
復職後の夏、ブッシュネルから直々に新製品「ブレイクアウト」（ブレイクアウト）の回路の部品減らしを命じられた。「減らした数だけ報酬が出る」と言われたが、ジョブズは自身ではできないことをすぐ認識した。ジョブズは、部外者のウォズニアックを毎晩こっそり社内に招き入れ（ブッシュネルはこれを予測していた）、ゲームをしたり勝手に基板を改造していたウォズニアックに対してその片手間に作業を頼んだ。ウォズニアックは、4日間徹夜して部品を20〜30個も減らしたが、あまりに窮屈で難解な設計はウォズニアック自身にしか理解できなかったため、ジョブズは会社からやり直しを命じられ、その場で取りつくろおうとしたが当然できず、結局またしてもウォズニアックに泣きつくことになった。そしてウォズニアックは、多少部品は増えたものの、誰もがわかる程度に設計の変更を行った。
ジョブズは報酬の山分けをウォズニアックに提案し、アタリから受け取った700ドルのうち350ドルを小切手でウォズニアックに渡したが、実際には5,000ドルを受け取っており、差額をオレゴン州の共同農場につぎ込んでいた。1984年ごろ、ウォズニアックがアルコーンに偶然出会った際、ジョブズによる報酬搾取の事実を知り、ジョブズとウォズニアックとの間にしばらく確執が生じた。ともあれウォズニアックは、後述のApple IやIIを設計する際に「ブレイクアウト」の部品減らしが、大変役に立ったと語っている。なおアルコーンはアタリを退職後、Apple Computerにも勤めていた時期がある。

### 1975 – 1985

#### Apple IとApple創業

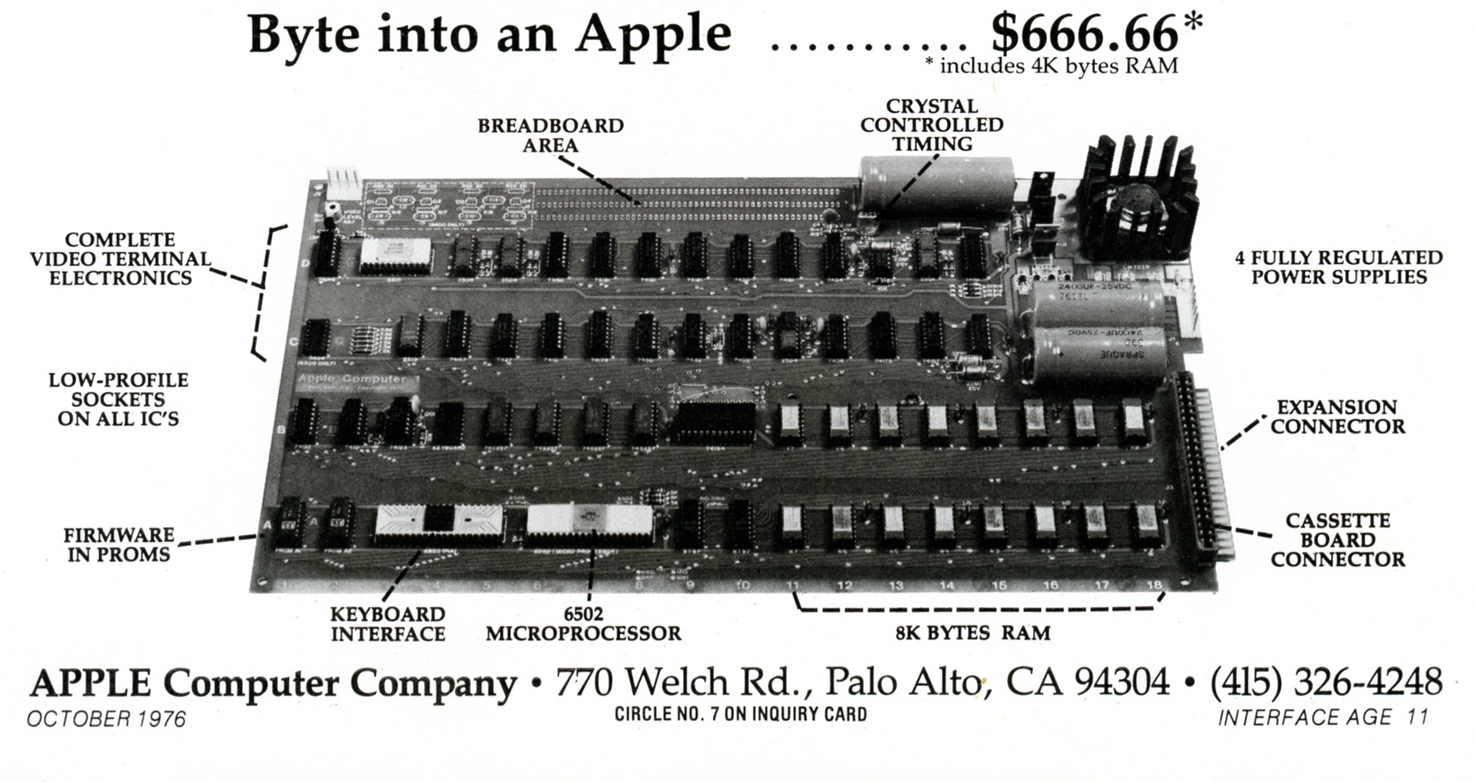
Apple Iの宣伝広告の一部。Apple Iはむき出しの基板として販売され、使用するにはキーボードやディスプレイを別途用意する必要があった。

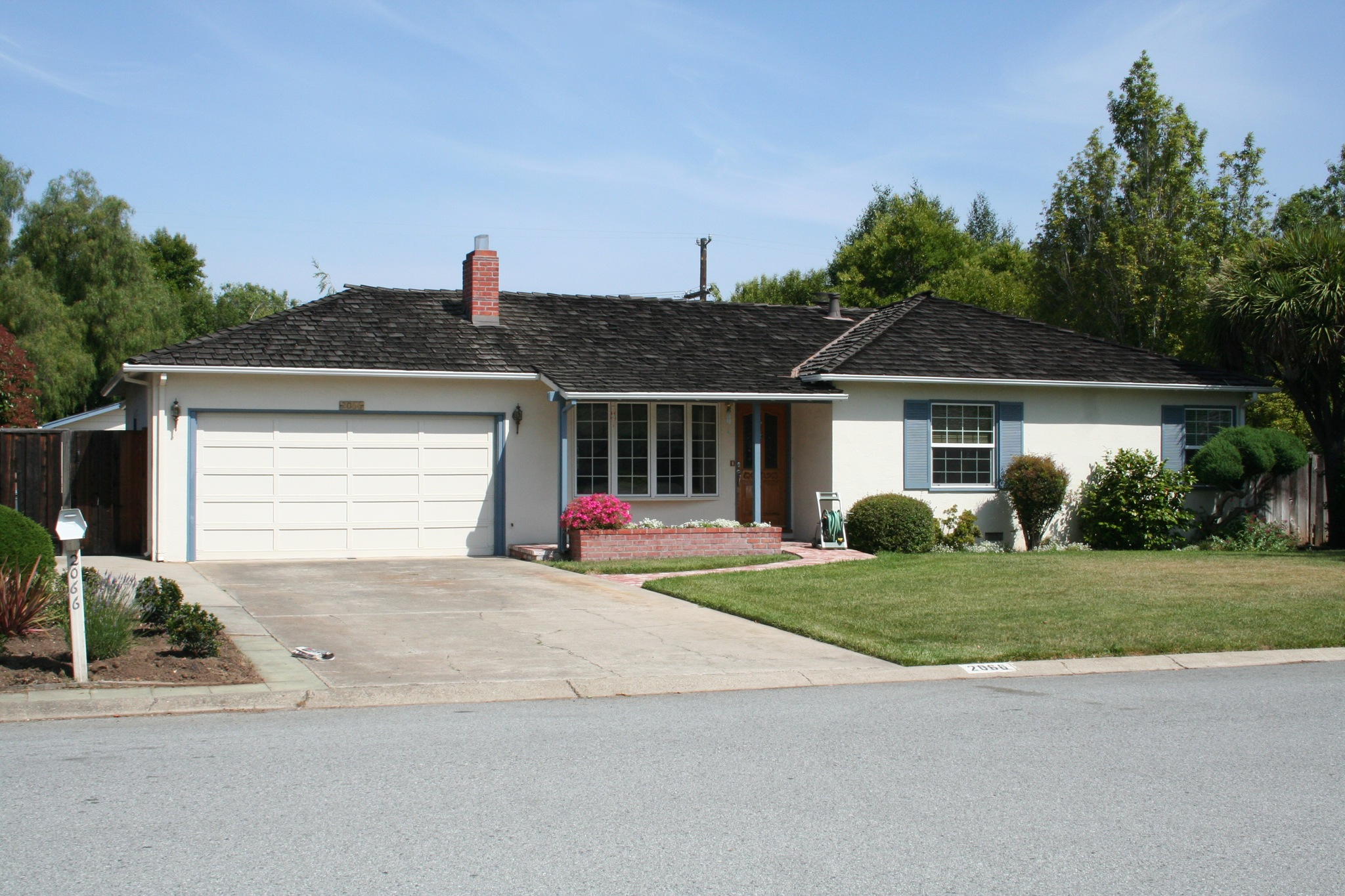
Apple Iの組み立てが行われたロスアルトスのジョブズの実家

1975年、Altair 8800というコンピュータ・キットが発売され人気を博していた。ウォズニアックはAltair 8800よりも優れたマシンを自作できると考え、のちに「Apple I」と命名されるマイクロコンピュータを独力で設計し、完成品を「ホームブリュー・コンピュータ・クラブ」の会合に持ち込み称賛を浴びた。ウォズニアック自身はコンピュータの回路図を無料配布することを望んでいたが、ジョブズはこのマシンを利用したビジネスを始めるべきだと主張した。
ヒューレット・パッカードとアタリにマシンの商品化を断られた後、ジョブズとウォズニアックは自分たちで新事業を立ち上げることを決意した。事業を始めるため、ジョブズは愛車のワーゲンバスを、ウォズニアックはHP製のプログラム電卓（HP-65）を売り払い、1,300ドル余りの資金を捻出した。
1976年4月1日、ジョブズとウォズニアック、そしてロナルド・ウェインの3人は、カリフォルニア州のビジネスパートナーシップとして「Apple Computer Company（アップルコンピュータ・カンパニー）」を創業した。
ジョブズは「Apple Computer」という社名の由来について、当時果実食主義を実践していたことに加え、リンゴ農園から帰ってきた直後だったこともあってこの名前を思いつき、その響きが「楽しげで、元気がよく、威圧感もない」と考え、「その上、電話帳でアタリより上に来る名前でもあった」ので採用したのだと説明している。一方のウォズニアックは、この名前はジョブズが提案したものでありその真意は不明とした上で、「彼は音楽好きであったので、アップル・レコードから思いついたのかもしれない」とコメントしている。
当初、ジョブズらが売ろうとしていたのは完成品のコンピュータではなく、比較的安価に製造できるプリント配線板だった。販路を切り開くため、ジョブズはコンピュータ小売店「バイトショップ（Byte Shop）」の経営者ポール・テレルにApple Iのデモンストレーションを見せた。興味を持ったテレルはジョブズに名刺を渡して去ったが、ジョブズはその翌日にマウンテンビューのバイトショップ店舗に押しかけ、テレルにApple Iの配線板を売り込んだ。説得されたテレルはその場でApple Iを50台注文し、納品時に1台につき500ドル（合計では2万5,000ドル）を現金で支払うと約束したが、条件として配線板ではなく「組み立て済みの完成品」を納入するよう要求した。
手持ちの資金ではそれだけ多くのApple Iを組み立てるためのパーツは購入できなかったが、ジョブズは訝しむパーツ業者にバイトショップとの取引が存在することを電話で確認させ、30日間の支払猶予つきでパーツを購入することに成功した。その後ロスアルトスのジョブズの実家では懸命な組み立て作業が行われた。29日後、ジョブズらは50台のApple Iを完成させてバイトショップに納入し、受け取った代金を使って期限内にパーツ業者への支払いを完了した。ジョブズらが納品した50台のApple Ⅰは、各種部品がプリント配線板にハンダ付けされたむきだしの基板（マザーボード）であり、筐体やモニタ、キーボードなどを持つコンピュータを「完成品」として想定していたテレルは現物を見て少しうろたえたが、それでも約束の代金2万5,000ドルを支払った。Apple Iは1976年7月から希望小売価格666.66ドルで発売され、最終的に合計で200台余りが製造された。
なお、Appleはジョブズの実家のガレージで創業したと広く信じられ、2013年の伝記映画『スティーブ・ジョブズ』などでもそのように描写されたり、死後バラク・オバマ大統領によって言及されたりしているが、ガレージという部分については2014年12月にウォズニアックが「ちょっとした作り話」「誇張されたもの」と否定している。

#### Apple IIと事業拡大

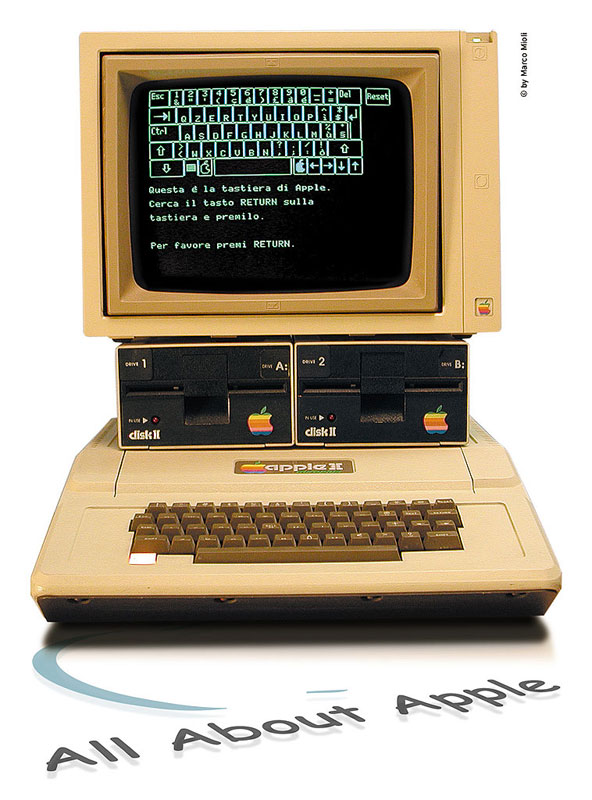
本体上にモニタと2台のフロッピードライブを載せた Apple II

バイトショップとの取引により約8,000ドルの利益を得たジョブズはさらなる事業拡大を望み、そのためには多額の融資が必要となった。ジョブズはアタリ時代の上司ノーラン・ブッシュネルの勧めにしたがい、セコイア・キャピタルのドン・バレンタインに会って融資を求めたが、バレンタインはAppleへの投資に興味を持たず、代わりに個人投資家として財を成していたマイク・マークラを紹介した。
若くして引退生活を送っていたマークラは、ジョブズの野心とウォズニアックの技術的才能に心を動かされ、1976年11月に引退から復帰してAppleに加わった。マークラは自分の個人的資産から9万2,000ドルをAppleに投資したほか、バンク・オブ・アメリカから25万ドルもの信用供与を確保した。投資の見返りとして、マークラはAppleの株式の3分の1を受け取った。
1977年1月3日、マークラの助けを得て新法人「Apple Computer, Inc.（アップルコンピュータ）」が設立された。ジョブズらが約9カ月前に立ち上げたパートナーシップ（Apple Computer Company）は新法人によって買収された。マークラは会社の成長には経験豊富な経営者が不可欠であると考え、ナショナル セミコンダクターからマイケル・スコットを引き抜き、Appleの初代社長兼CEOに任命した。ジョブズの当時の肩書きは、事業統括担当副社長（Vice President, Operations）であった。
スコットは1977年2月からAppleでの仕事を始め、Appleを組織的にするための施策として、新たに社員番号を入れた社員証を発行した。スコットはその功績を認めてウォズニアックに社員番号1を与えたが、ジョブズは「1」が自分に与えられなかったことに不満を感じ、再考するようスコットに抗議した。しかし、スコットも譲らなかったため、最終的にジョブズは社員番号0を与えてもらうことで妥協した。
Apple Iの後継機種である「Apple II」は、1977年4月16 - 17日に開催された第1回「ウェスト・コースト・コンピュータ・フェア」で初めて発表され、その後希望小売価格1,298ドルで発売された。むき出しの基板（マザーボード）として販売されたApple Iとは大きく異なり、Apple IIは基板やキーボード、電源装置などが一体化された筐体であり、テレビ等の外部ディスプレイを接続すればすぐにコンピュータとして使用することができたほか、ディスプレイにカラー表示することが可能なのも大きな特長だった。
Apple IIは1980年には10万台、1984年には200万台を超える売り上げで、莫大な利益をAppleにもたらした。1980年12月12日、Appleは新規株式公開（IPO）を行い、自動車会社フォードが1956年に行ったIPO以来最高となる資金調達額を記録した。このIPOにより、750万株を持つジョブズは約2億5,600万ドルの個人資産を手に入れた。

#### LisaとMacintosh

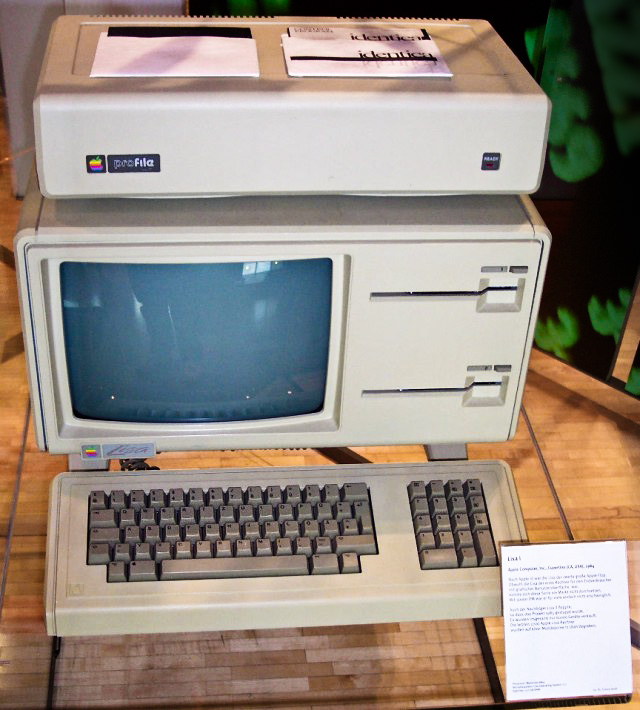
Apple Lisa

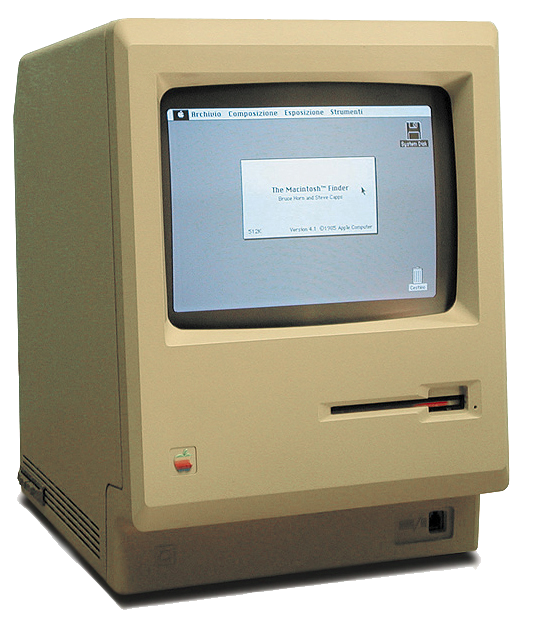
Macintosh 128K（1984年-）

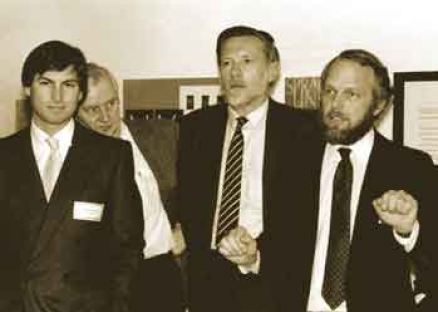
Adobeへの出資を決めた頃のスティーブ・ジョブズとAdobe共同創業者のチャールズ・ゲシキ、ジョン・ワーノック（1982年12月）

1981年、IBMはIBM PCを発売し、パーソナルコンピューター市場へ参入した。次第にApple IIはシェアを奪われてゆき、新しい製品が待望されるようになった。1978年、Apple IIを打ち破る次世代パーソナルコンピューターとして、Lisa（リサ）・プロジェクトが立ち上げられた。
1979年、ゼロックスからの出資を受け入れる交換条件として、ジョブズの要請により当時ゼロックス管轄の研究所であったパロアルト研究所見学が行われた。その際、ビットマップディスプレイとマウスを前提とする「Alto」で、GUIを実現した「暫定ダイナブック環境」（開発者のアラン・ケイらは、SmalltalkをOSとして動作するAltoをこう呼称した）のデモに大きな衝撃を受けたジョブズは、開発中のLisaに、これと同じ機能を持たせることを考え、自らプロジェクトを率いていくこととなった。Lisaのための最初のAppleマウスは、ジョブズとデビッド・ケリー、ジム・ユルチェンコによりデザインされた。また、そのデザインプロセスがデザイン思考とIDEO誕生のきっかけとなったとデビッド・ケリーがインタビューで答えている。
1979年、Appleに入社したジェフ・ラスキンは、Apple IIが一般向けには複雑すぎると考えていた1人だった。ラスキンはカリフォルニア大学サンディエゴ校での教え子であったビル・アトキンソンを雇い、Apple IIのメンテナンス担当だったビュレル・スミスなど数人で、1979年にMacintoshプロジェクトを開始する。このMacintoshは、誰にでも簡単に扱えるノート代わりのコンピューターを目指していた。
一方ジョブズは、会社内での独断専行の立ち居振る舞いから、社長のスコットによってLisaプロジェクトのメンバーから外されてしまう。行き場を失ったジョブズは、1981年、突如としてMacintoshプロジェクトに参画を宣言する。殴り込みをかけるかのような展開ではあったが、数人で動いていたMacintoshプロジェクトはジョブズを迎え入れた。そして、ハード担当がジョブズ、ソフト担当がラスキンとなり、取締役だったジョブズの働きで予算も開発メンバーも増え、同時にLisaプロジェクトからもスタッフの引き抜きを行った。
しかし、Lisaを上回るものにしようとするジョブズは、ソフト（オペレーティングシステム）に関しても口を出し始めたために、ラスキンと激しく対立した。ラスキンは役員に対して「ジョブズの首を取るか、自分を新たな場に移すか」と直談判した。最終的に役員サイドは、Macintoshプロジェクトにジョブズを押し込めておく方が会社にとって悪影響が少ないと考え、ジョブズの考えを優先し、1982年3月、ラスキンはAppleを去った。
ジョブズは、Macintoshにはシンプルな美しさが必要だと考え、基板パターンが美しくないという理由で、設計案を幾度となく却下した。また、同様の理由で拡張スロットの採用を拒否したり、みすぼらしいフロッピードライブのイジェクトボタンをなくし、オートイジェクトを導入させたりした。筐体は、机上の電話の横に置かれる電話帳ほどの大きさが理想として、30cm四方のサイズに収まるように提案。初代Macintoshの筐体デザインは、ジェリー・マノック（Apple社員）によってデザインされたものであり、Apple IIcやMacintosh SEのデザインを行ったフロッグデザイン（ジョブズとエスリンガーが意気投合し、1982年からパートナーシップを組む）によるものではない。
以上のように、手間を惜しまなかったがゆえに開発は難航し、Macintoshがデビューしたのは1984年1月のことだった。
当時Appleでは、新しいレーザープリンターを開発していたが、ジョブズの要求する高精度な印刷ができなかった。そこでジョブズが、パロアルト研究所でInterpressページ記述言語技術の存在を知ったことで、AppleのレーザープリンターLaserWriterに供給することを依頼し、Adobe Systems設立に際し20%に当たる500万ドルを出資した。

#### スカリーとの対立と失脚
ジョブズと対立し、関係が悪化していたスコットが、1981年マークラに解雇された。ジョブズはスコットの後任としてマーケティングに優れた人物を連れてくる必要に迫られ、ペプシコーラの事業担当社長をしていたジョン・スカリーに白羽の矢を立て、引き抜き工作を行った。このとき、スカリーを口説くためにジョブズが用いた「このまま一生砂糖水を売りつづけたいか？それとも世界を変えたいか？」（英: Do you want to sell sugar water for the rest of your life, or do you want to change the world?）というフレーズは有名になった。ジョブズの熱烈な説得もあり、1983年、ジョン・スカリーがAppleの社長の座に就いた。当時は、ジョブズとスカリーは、強力なパートナーシップのために「ダイナミック・デュオ」と呼ばれ、Appleの経営を押し進めた。
1984年後半、ジョブズはMacintoshの需要予測を大幅に誤り、Appleは過剰在庫に悩まされ、初めての赤字を計上してしまった。業績の悪化により、Appleは従業員の5分の1にあたる人数のレイオフ（人員削減）を余儀なくされた。スカリーはジョブズがAppleの経営を混乱させていると考えるようになり、1985年4月にはジョブズをMacintosh部門主任および副社長 (Executive VP)としての地位から解任することを取締役会に要求し、全会一致の承認を得た。この動きを察知したジョブズは、スカリーの中国出張中にスカリーを追放することを画策するが、Appleのフランス法人トップであったジャン＝ルイ・ガセーの密告により、スカリーはジョブズが自分を会社から追い出そうとしていることを知った。1985年5月24日、スカリーは出張をキャンセルして緊急の重役会議を開き、その場でジョブズに自分の追放を画策したことについて問いただしたが、ジョブズはスカリーが会社にとって有害な存在であると述べて反撃した。これを受けてスカリーは、出席した重役に自分とジョブズのどちらを支持するのかを順番に質問したが、その場にいたAppleの重役は全員がスカリーを支持すると述べた。その後取締役会もスカリーへの支持を表明し、ジョブズは5月31日に全ての業務から解任され、代わりに実権を持たない名目上の会長職を与えられた。

### 1986 – 1996

#### NeXT社設立
Appleでの仕事がなくなったジョブズは、新たなプロジェクトすら立ち上げられない状況にとどまることに絶望した。ジョブズは、理想のコンピュータ像を求めて大学を歩いて回った際に、スタンフォード大学でノーベル賞受賞者の生物学者ポール・バーグと一緒に昼食を取った。そのときに、DNA組み替え実験の難しさの話題が上がり、ジョブズは、バーグにコンピュータでのシミュレーションを提案し、同時に、高等教育のためのコンピュータという構想をふくらませた。同年9月12日、その構想を実現すべく、ジョブズは、新しい会社NeXTを立ち上げるため正式にスカリー宛てに辞表を送付した。また、決算報告を受け取るため1株だけを除いて、当時所有していたAppleの株、約650万株をすべて売却した。
当初、ジョブズは700万ドルをNeXTに投資し、1987年までには新しい製品が投入できるともくろんでいたが、実際に、NeXTの製品 (NeXTcube) を発表できたのは1988年秋で、完成品の出荷は1989年になってのことだった。ジョブズはそれでも「5年は先取りしている」と語ったが（結果的にはMac OS Xの12年の先取り）、NeXTのロゴデザイン（ポール・ランドに依頼）に10万ドルを投じたり、OS（NEXTSTEP）の凝った仕様を開発するべく膨大な時間をかけたり、NeXTcubeの筐体デザインをフロッグデザインに依頼したりするなどして、過剰に資金を浪費した。1987年にはゼネラルモーターズで成功していたロス・ペローから2,000万ドルの出資を、1989年には、キヤノンから1億ドルの出資を引き出した。

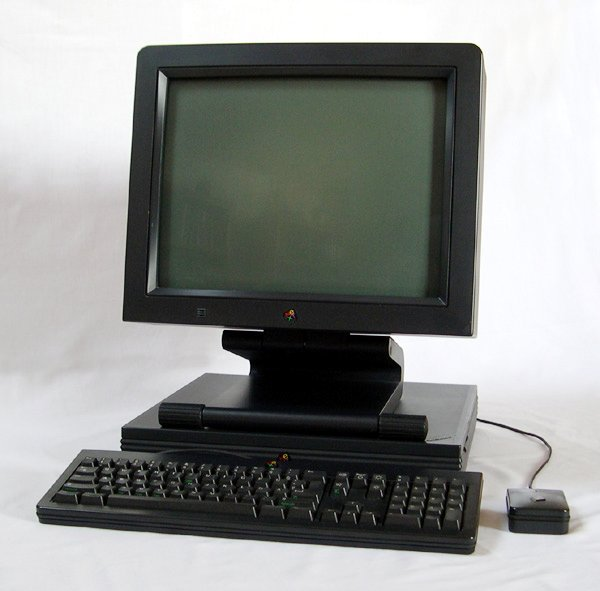
オリジナルのキーボード、マウス、高解像度モニターを備えたNeXTstation

発表当初からNeXTの評価は高かったものの、ジョブズの強硬な主張によって、フロッピードライブの代わりにキヤノン製の光磁気ドライブ（5インチMOドライブ）を採用したことや、加工の難しいマグネシウム合金の筐体を使うことなどによって生産コストが高くついた。また、モトローラからのマイクロプロセッサ（MC68030）供給が遅れるなどにより、思うように販売が伸びなかった。ワークステーションとして実績がないNeXTがサン・マイクロシステムズのSun-3xなどと同様に高価な価格だったことなどの理由で、1992年にIBM互換機で動作するNEXTSTEPのPCバージョンを発表、1993年2月10日には全社員530人のうち280人をレイオフし、ハードウェア部門をキヤノンに売却（FirePowerSystemsを設立）した。結果、NeXTはソフトウェア会社へと転じることとなる（社名も、NeXTソフトウェアへと変更される）。
NeXTcubeは開発と運用のしやすさから、世界初のWebサーバとして用いられたという大きな功績も残している。また、世界初のWebアプリケーションサーバ開発運用環境WebObjectsが開発・発売された。NEXTSTEPとその開発機能は、Webサーバなどを比較的簡単に開発構築・運用できる利便さを兼ね備えたものであり、今日のmacOSにも受け継がれている。
ジョブズはApple退社後、シャープ東京支社を訪れて、東京支社長だった佐々木正元副社長に電卓についての相談をしており、「これからはネットワークの時代になるから、携帯IT機器が求められるようになる」との助言を受けていた。

#### 結婚
1990年、スタンフォード大学にて講演を行った際、聴衆の一人であったロリーン・パウエルと出会った。講演のあと、ジョブズにはミーティングがあったにもかかわらず、彼女と夕飯を食べに出かけた。1991年、二人はヨセミテ国立公園で結婚式を挙げ、9月には長男のリード・ポール・ジョブズが生まれた。

#### ピクサー

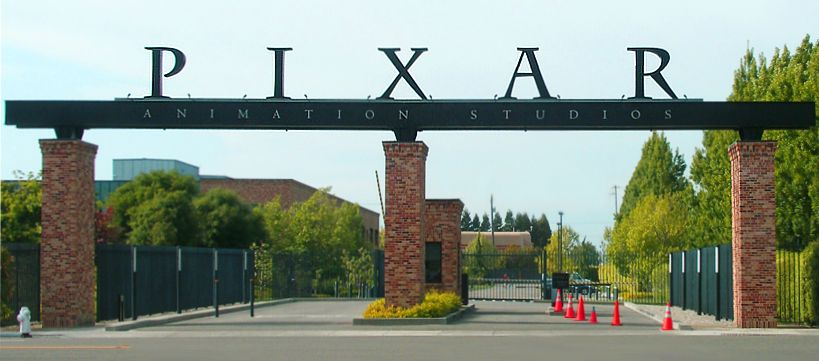
エメリービルにあるピクサースタジオのゲート。

NeXT社の仕事の一方で、ジョブズは1986年2月7日にルーカスフィルムのコンピュータ関連部門を1,000万ドルで買収し、ピクサーと名づけ、そのCEOの座に就いた。ピクサーの主要商品は、レンダーマンというシリコングラフィックスのIRIX上で動くレンダリングソフトであり、約10万本のセールスを記録し『ジュラシックパーク』のコンピュータグラフィックス制作でも使われた。ジョブズは、ピクサーに対してあまり口出ししなかったが、手っ取り早く利益があげられるコンテンツ作成をピクサー社のメンバーに提案した。
1991年、ピクサーは、ディズニーにCGアニメーション映画作成の売り込みを行い、同年3月3日に3本の劇場用作品の契約を結んだ。この結果、4年の歳月と、70台のSGIワークステーション、117台のSUNワークステーションを使った、全編コンピュータ・グラフィックスのアニメ映画『トイ・ストーリー』が、1995年11月22日に封切られた。公開までの4年間、ジョブズはピクサーに5,000万ドルを投資しており、「こんなに金がかかるとは思っていなかった」と告白している。しかし、トイ・ストーリー公開直後に、ピクサーは株式を上場、またもジョブズは多額の資産を手に入れることになった。
2006年5月5日、ディズニーはピクサーを買収し、同社はディズニーの完全子会社となった。また、ジョブズ自身も、ディズニーの個人筆頭株主（持株率約7%）になると同時に、ディズニーの役員に就任した。

#### AppleによるNeXT買収
NeXTは、ソフト事業に特化したあと、世界初のウェブアプリケーション開発・運用環境であるWebObjectsを出荷、NEXTSTEPも自社内開発を行う金融機関などに受け入れられ、まずまず安定した経営をしていた。しかし、ゴールドマン・サックスを頼って株式公開を目指していたが、Appleによる買収に変更している。
1995年末、ジョブズは、友人でオラクル創業者のラリー・エリソンと、共同で経営の傾いたAppleの買収を画策する。エリソンは、Windowsを打倒すべく、シンクライアントのネットワークコンピューティングを提唱しており、ジョブズとともに、これをAppleによって実現しようと考えていた。しかしこの考えはジョブズと合わず、最終的には買収提案がなされる前に話自体が流れてしまった。
ジョブズは、1996年の11月ごろ、Appleが自社内でのOS開発が暗礁に乗り上げ、次期OSの基本技術を外部に求めているという話を聞く。AppleにNEXTSTEPを売り込むべく、当時AppleのCEOだったギル・アメリオに電話をかけた。12月上旬に入ってから、1985年の退社以来久しぶりにAppleを訪れ、アメリオやマークラたちと話し合いを持ち、簡単なプレゼンテーションを行った。アメリオはのちに、このときのジョブズの対応を愛想の非常に良い、好感の持てるものだったと言っている。
アメリオとApple CTOのエレン・ハンコックは、次世代Mac OSの候補として、Be社のBeOS、サン・マイクロシステムズ社のSolaris（ソラリス）、マイクロソフト社のWindows NT、そして、NEXTSTEPの4つを挙げていた。もともとアメリオは、ハンコックの助言によりワークステーションやサーバで用いられ堅実に動作するUNIXの中でも、特にカーネギーメロン大学で開発されたMachに目を奪われていた。そして、そのMachについて調べていくうちに行き着いたのがNEXTSTEPであった。NEXTSTEPの高い信頼性、先進的な機能もさることながら、特にWebObjectsの出来に感動し、ジョブズからの売り込みがなくても交渉は行うつもりでいたのだった。
ジョブズ同様、話を聞きつけてやって来たBeのジャン＝ルイ・ガセーも、アメリオに対してBeOSの簡単なデモを行った。アメリオは、BeOSの良さ（軽く動作し、扱いやすい）を認識していたが、Be設立から数年経ってもBeOSには未完成部分が多く、製品版OSが発表される見込みが一向に立たない状態であった。BeOSを出荷できるようになるまで膨大な作業が予想されることが明らかであったにもかかわらず、ガセーが法外とも言える金額を吹っかけてきたことも懸念材料となり、その時点でアメリオは決心していた。
同年12月10日、ガセー率いるBeとジョブズ率いるNeXTのOSを比較するプレゼンテーションが行われた。ジョブズは、NEXTSTEPのいい面も悪い面もすべてさらけ出し、自分の不得意な分野は同行させたエンジニアで副社長のアビー・テバニアンと2人で進行し、完璧なプレゼンテーションを終えた。一方Be（ガセー）のプレゼンテーションは、時間をずらし午後から行われた。ガセーは、1人でAppleにやってきた。ガセーはすでに「Beに決まった」と確信しており、「（プレゼンテーションはすでに行っているので）BeOSは以前にご覧頂いた通りです」と述べたのみであった。

### 1997 – 2011

#### Apple Computer復帰
1996年12月20日、AppleがNeXT社を4億2900万ドルで買収することに合意、次期OSの基盤技術としてNEXTSTEPを採用すると発表した。ジョブズはAppleに非常勤顧問という形で復帰した。この際、アメリオからプレゼントされた20周年記念Macintosh（Spartacus。当初の販売価格7,499ドルという代物）を窓から投げ捨てたという噂があったが、真偽は定かではない。
1997年2月、正式にNeXT買収が完了した。Appleに復帰する際、買収代金の一部として、6か月先まで売却できないとの条件で150万株の株式を譲渡されていたが、Appleの復活を半ば諦めていたこともあり、期日が来るなり、またしても1株を残して即座に売却した。

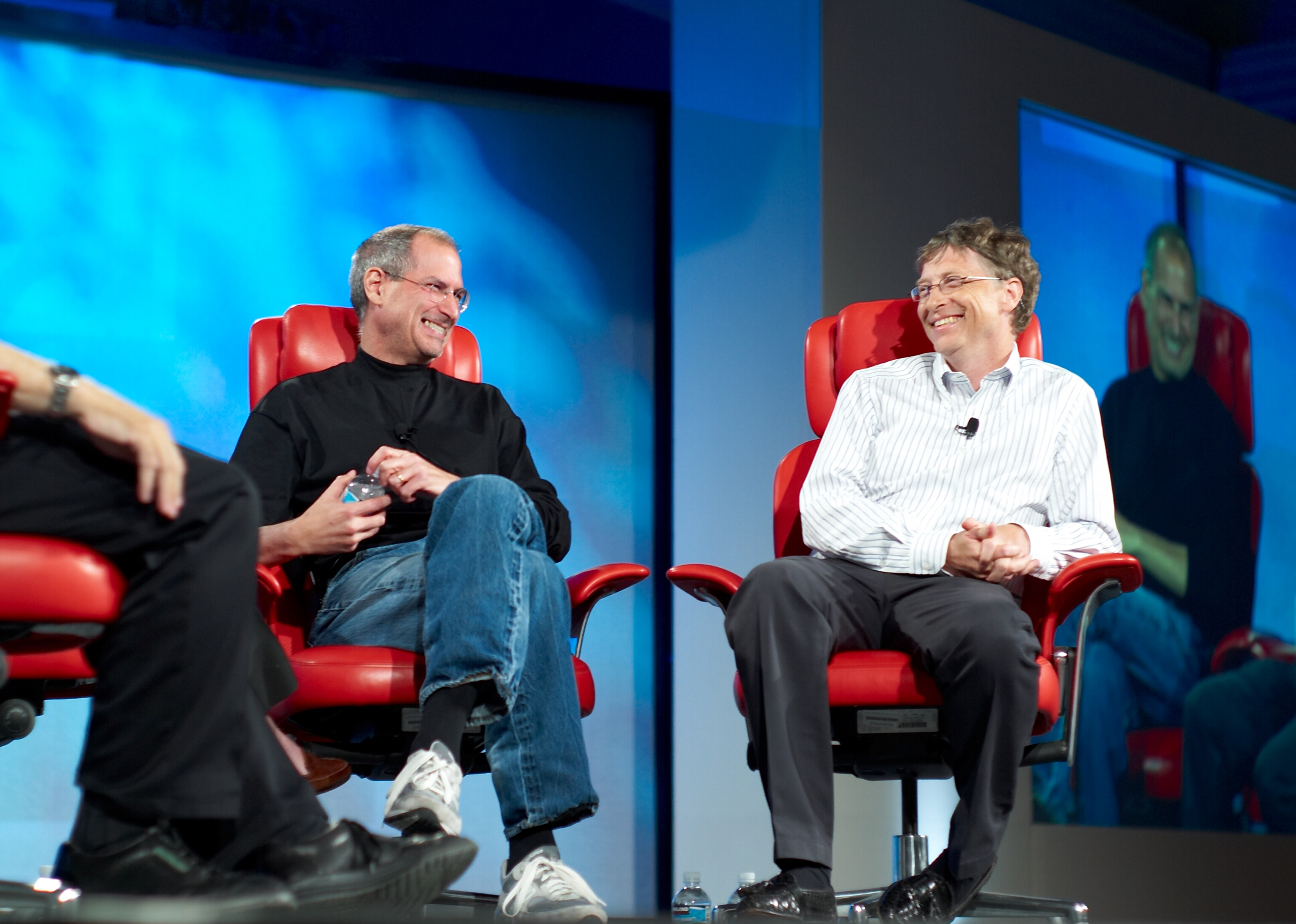
ジョブズとビル・ゲイツ（右）、2007年

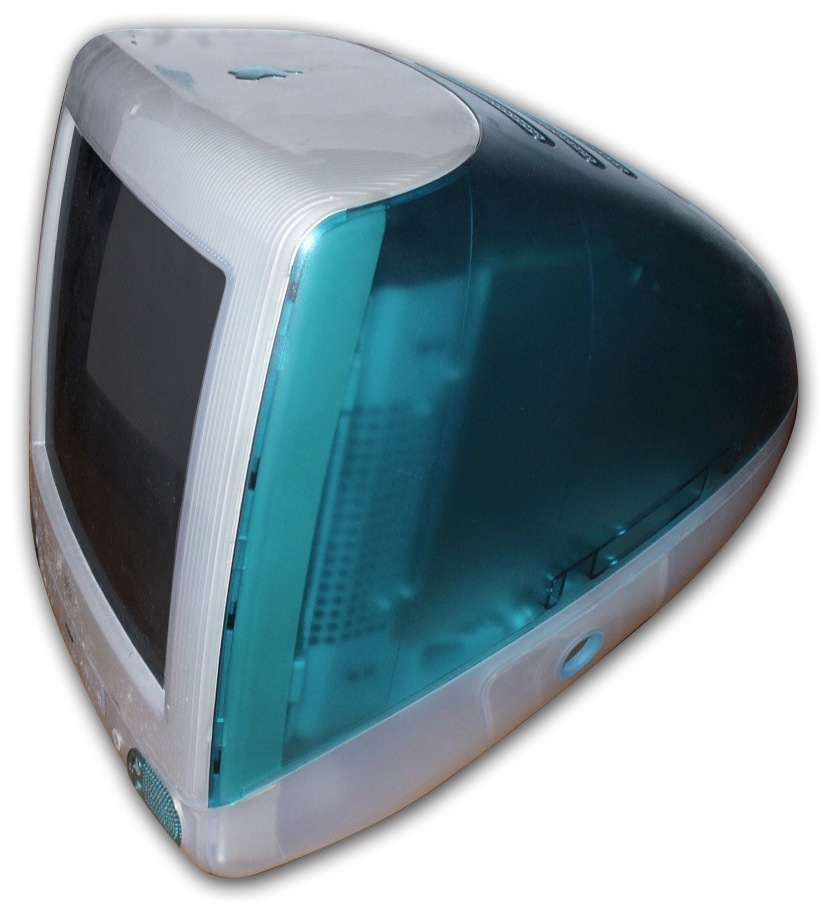
初代iMac

しかし思い直したジョブズは、経営の実権を奪取すべく、社内で隠密に行動を開始し、アメリオを追い出すための画策を講じる。そして「アメリオはいまだにAppleの業績を向上させられない」として、すべての役員を味方につけアメリオをCEOから引きずり下ろすことに成功した。7月にアメリオが退社すると、経営陣はジョブズにCEO就任を要請したが、ジョブズは多忙を理由に断った。
ジョブズはAppleの士気をあげるため、従業員のストックオプションの引き下げを役員に株主提案をしたが、役員のほぼ全員がこれを否定すると、当時筆頭株主であった立場を利用して役員たちに辞任を迫る。結局、マイク・マークラを含む経営陣はほとんどが辞任し、その後任としてエリソンや、ジョブズと縁のある人物が就任した。
8月に、ボストンで開催されたMacworld Conference & Expoでは、議決権のない株式譲渡と技術提携（特許裁判をしないための条件）という名目を条件に、マイクロソフトから1億5,000万ドルの資金提供と、Mac版のMicrosoft OfficeとInternet Explorer for Macの提供を受け続けることを柱とした業務提携を発表する。最大のライバルとされたビル・ゲイツがエキスポのゲストとしてスクリーンに登場すると、何も知らなかった観客にはブーイングする者も多くいた。
この提携が一定の役割を果たしたのは事実で、その後もPDAのNewton事業の清算をはじめ、ジョブズ主導の元、いくつものプロジェクトを中止、Apple社内のレイオフを進め大規模なリストラを行った。前後して、パワー・コンピューティングを買収してインターネット直売事業への参入 （Apple Store オンライン）を行い、Macintosh互換機メーカーへのMac OSライセンスを停止、利益率の高いPowerPC G3搭載機種を市場に独占投入。こうした矢継ぎ早の改革により、ジョブズはAppleの再建を軌道に乗せた。
1998年には、iMacを市場に投入、それまでの「アイボリーの箱」というMacの印象から大きく離れた同シリーズは大ヒットとなり、トランスルーセント（半透明）のスタイリングは当時あらゆる分野に影響を及ぼした。このヒットはAppleの復活を人々に強く印象づけた。

#### CEO就任 - iPodとiPhoneの発売

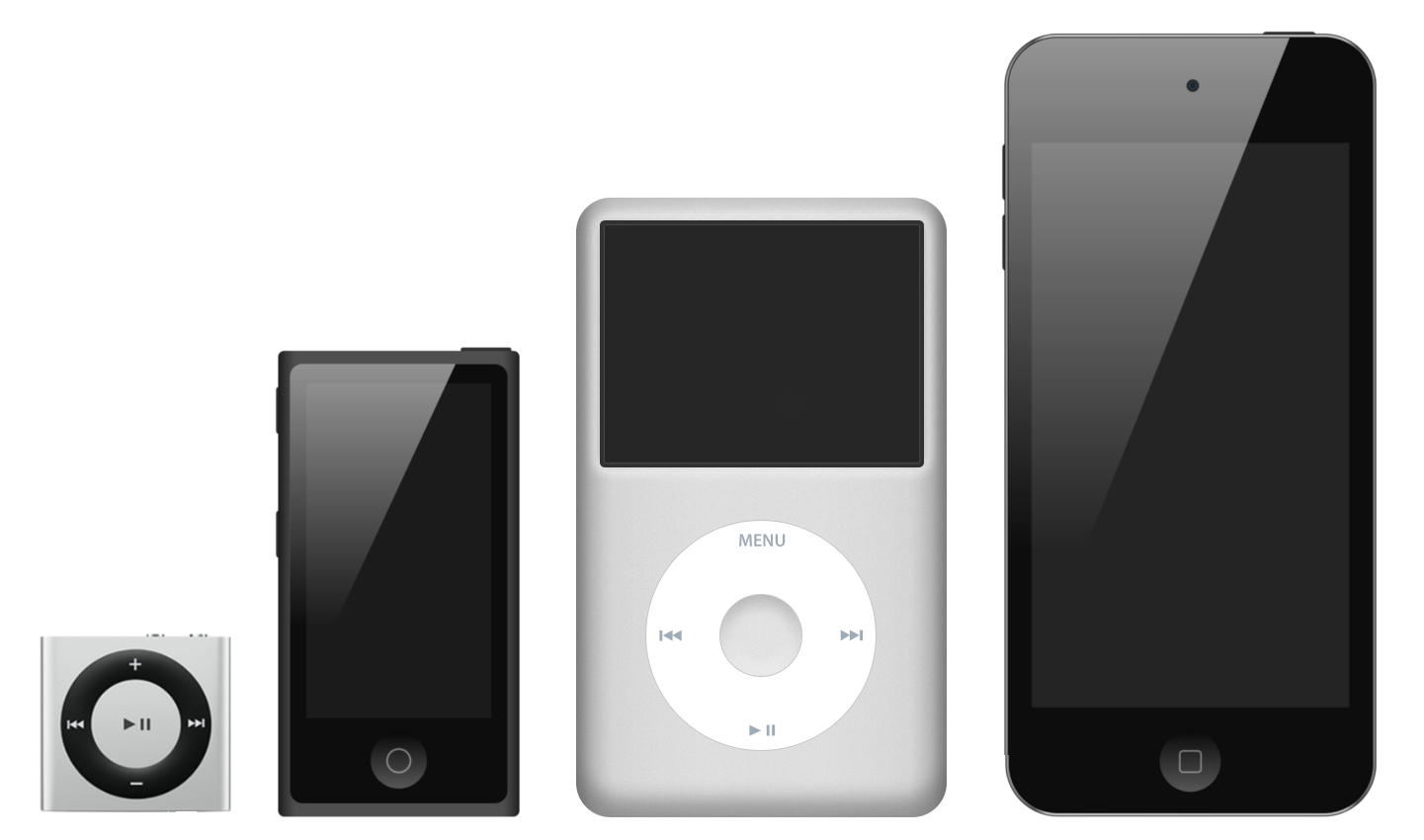
iPodシリーズとiPhone

2000年には、それまで拒否していたCEO就任を正式に受諾。彼の貢献に対し、Appleの普通株式1,000万株のストックオプションが付与された。2001年3月、AppleはNeXTとAppleの技術を融合させ、オープンソース由来の技術を積極的に取り込んだMac OS Xを発売。Classic Mac OSの後継とした。
2000年Appleは、iPodによって音楽事業に参入、翌年にはiTunesを開発し、音楽事業をパソコンと並ぶ事業の柱にした。数千曲の音楽データを気軽に持ち歩き、スクロールホイールで手軽に楽曲を選び視聴することができるiPodは、世界中に驚きを与えると同時に多くの人々を魅了した。
2007年1月9日、Macworld Expo初日の基調講演にてジョブズがiPhoneを発表し、Appleは新たに携帯電話事業に参入した。iPhoneはスマートフォンを再定義する製品となり、ジョブズがCEOを退任する2011年までに、携帯電話事業はAppleの総売上高の5割を占めるまでに成長した。作家の榎本幹朗は、iPhoneは携帯情報端末（小型パソコン）を日本のガラパゴス携帯を参考にして「電話」（iPhone）として売ったことにより市場の理解を得ることに成功し、スマートフォンの爆発的な普及に貢献したと述べている。

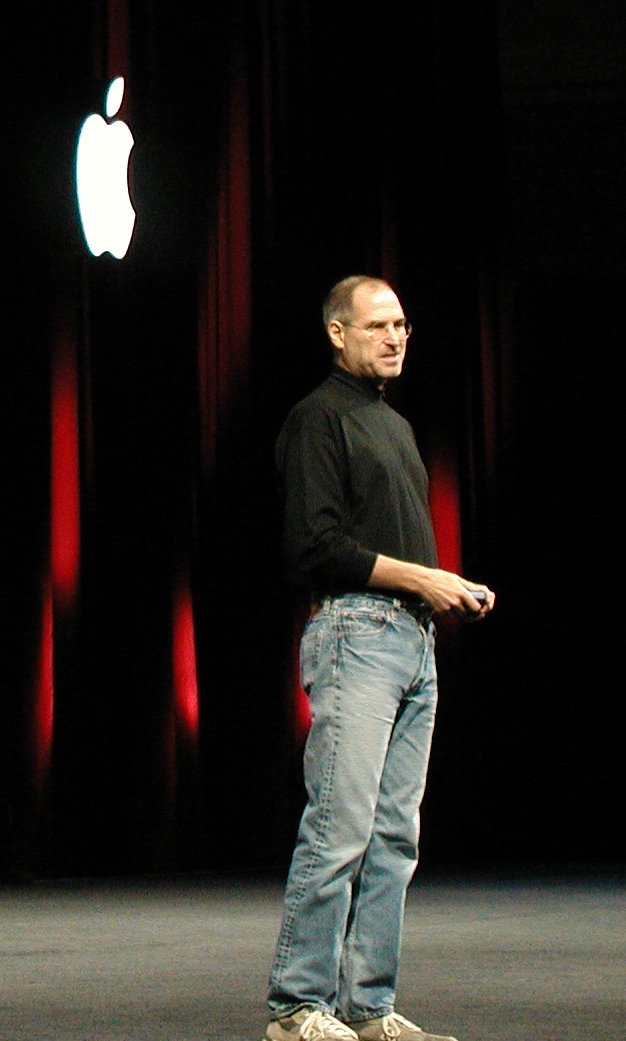
Macworld Conference & Expoでステージに立つジョブズ（2005年1月11日）

#### 病気との闘い
2003年、膵臓癌と診断されたが、幸いにも治療可能な症例（進行が穏やかである神経内分泌腫瘍と明かしている）であった。家族をはじめ、周囲はジョブズにすぐに手術を受けるように忠告したが、東洋文化に傾倒していたジョブズは西洋的な医術を頑なに拒否し、絶対菜食、ハリ治療、ハーブ療法、光療法などをインターネットで探し、民間療法などを用いて完治を図ろうとしていたといわれる。医学的治療は遅れ、それから9か月後の検査で癌が大きくなっていることがわかり（当人は後にこの判断を相当後悔したという）、ついに観念してごく親しい人以外には秘密にして、同年の8月に摘出手術を受け療養後復帰した。2005年6月12日、スタンフォード大学の卒業式に招かれ、「Stay hungry, stay foolish.」（現状に満足するな、小賢しくなるな）という『全地球カタログ』最終号からの引用で締めくくられたそのスピーチは、多くの共感をもって迎えられた。2008年6月9日、第2世代となるiPhone 3Gの発表時に痩せた姿で登場し、ジョブズの健康問題がマスメディアで取り沙汰されたが、同年9月10日の第4世代iPod nano発表時に健康面に触れ、「自分の死亡説を流すのはやりすぎだ」と、健康不安についての臆測を一掃した。しかし、実際には2008年に肝臓への癌の転移が判明しており、容体は深刻な状況であった。同年12月16日に、AppleがMacworld Conference & Expoでの基調講演を行わないとの発表を行ったことで不安は再燃し、2009年1月6日に、あらためて「体重減少はホルモン異常のため」との書簡を発表し、重病説や辞任説を否定し「AppleのCEOとしての義務遂行が継続できなくなったら、最初に取締役会に話す」と宣言したが、1月14日に「6月末まで治療に専念」するためのCEO休職を発表した。6月23日の公式発表によると、Methodist Le Bonheur Healthcareにて、重度の肝疾患のために移植待機リストで最高ランクの位置づけを受け、肝移植されていたこと、良好に回復しているということであった。しかし実際には医師からはジョブズの肝臓は4月までもたないと宣告され、2009年3月に肝臓の移植手術を受けていたという。なお、内分泌腫瘍の治療の一環で肝移植が行われること自体は選択肢の一つである（インスリノーマの項参照）が、有効性は議論の余地がある状況という。肝移植を機にジョブズのこだわりの強さは影を潜め、職場でも笑顔が増えるなど心境に変化が現れた。

#### iPad発売 - CEO退任

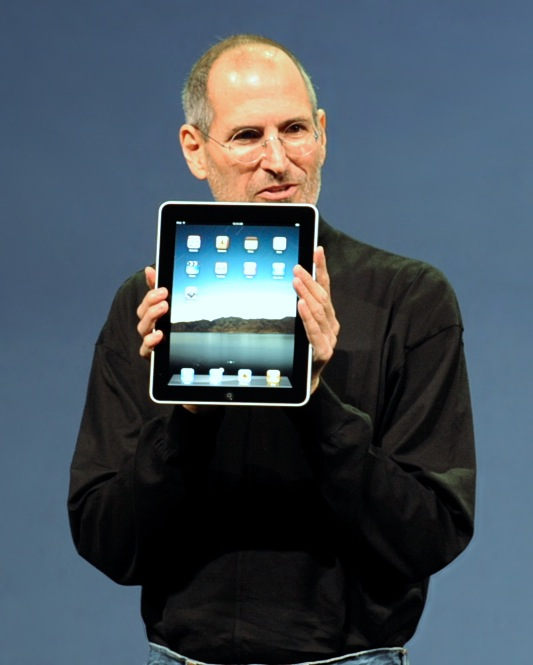
iPadを紹介するジョブズ

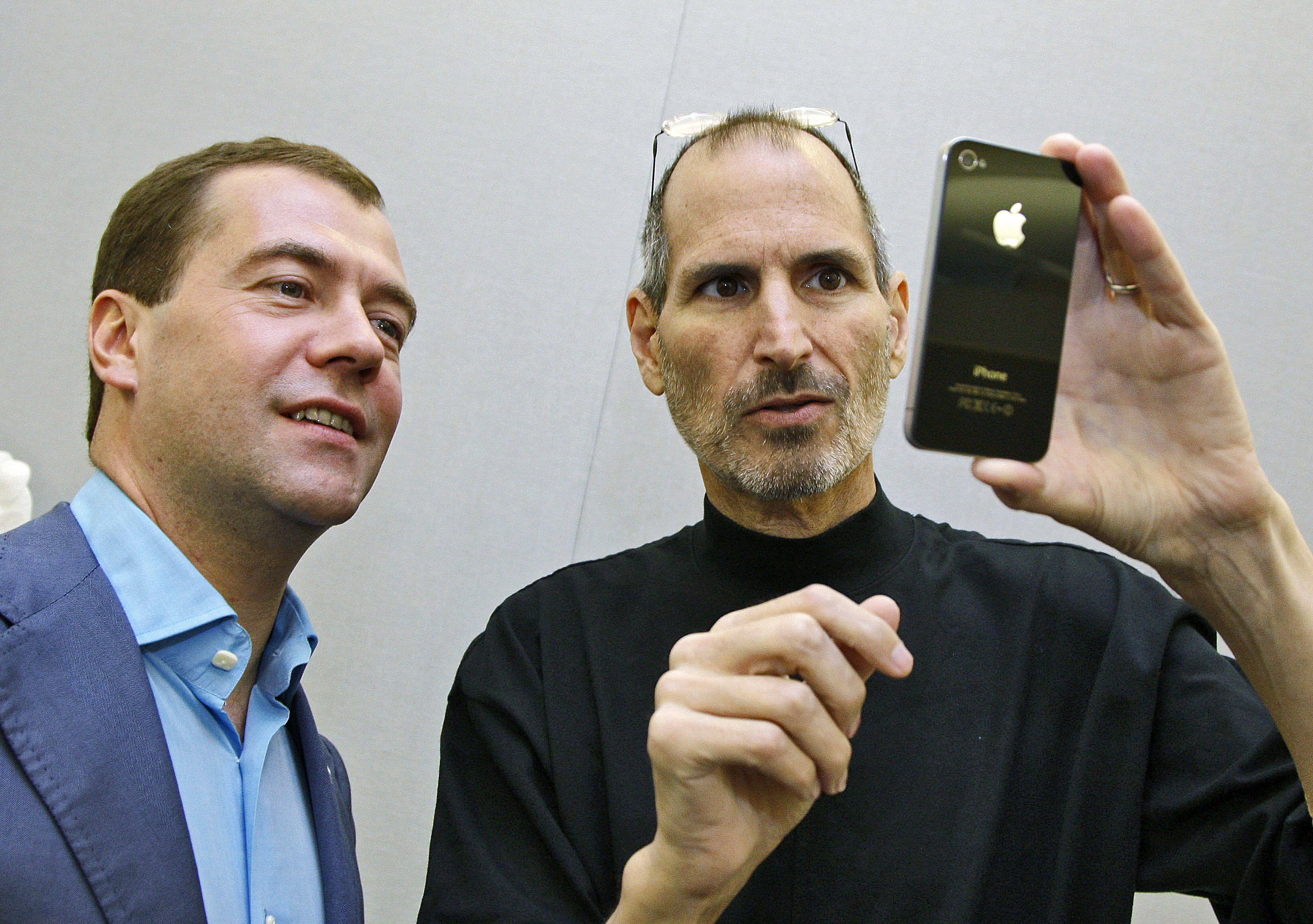
ドミートリー・メドヴェージェフにiPhone 4を見せるジョブズ（2010年6月23日）

2010年1月に発表されたiPadは、iPhoneより前に開発が始まっていた。画面は雑誌サイズであり、更なる大きな可能性を世界に与えた。これにより電子書籍ビジネスが活性化することになり、Kindleなどの競合を生み出した。またiPadは、ビジネス用途としても利用が拡大された。その後、2012年にはiPad miniがリリースされている。
肝臓移植後一旦体調は回復し、2010年5月にはお忍びで京都に家族旅行に出かけるなどしていたが、2010年11月以降ふたたび体調が悪化、2011年に入り癌が再発した。2011年1月18日、公式発表で病気を理由に休職することが発表された。
日常業務は前回同様ティム・クックCOO（最高執行責任者）に任せるが、CEOにはとどまり、大きな戦略的決定には関与するとした。癌細胞と正常な細胞の遺伝子配列を調べたり、分子標的治療などの最新の治療を受けるなどしたものの癌の進行を食い止めることはできず、癌は骨などの全身に転移し、手の施しようのない状況であった。
2011年8月24日、2009年の宣言のとおり「CEOとしての職務が継続できなくなったら話すと言っていたが、残念ながらその日が来てしまった」として、取締役会に辞表を提出してCEOを辞任。後任にティム・クックを推挙し、ジョブズの意向通りにクックが後継に就任した。同時に取締役会の承認を受けて会長職へ就いた。
ジョブズがCEOを退任する8月には、Appleは時価総額でエクソンモービルを抜き、世界最大の企業となっていた。この時すでにジョブズは自力で歩くことができず、車椅子で取締役会に駆けつけた。そしてクックら幹部社員を部屋から退出させた上で、社外取締役に対し上記の内容のメッセージを読み上げた。このとき社外取締役の一人は涙を流していたという。

#### 死去
2011年10月5日、膵臓腫瘍の転移による呼吸停止により、妻や親族に看取られながらパロアルト （カリフォルニア州)）の自宅で死去した。56歳没。最期の言葉は"oh, wow"だったという。正確な死亡時刻はAppleからは公表されなかったが、当局の死亡証明書を取得したロイターやCNNなどにより、現地時間（PDT）5日15時ごろ（日本時間6日7時ごろ）と報じられた。遺体は7日にパロアルトの無宗派墓地に埋葬された。
死去前日である10月4日の午前中にはiPhone 4Sの正式発表が行われており、ジョブズはその発表を見届けてからの死去となった。長年のライバル関係で30年来の友人でもあったビル・ゲイツをはじめ、世界中の業界関係者がジョブズの死を悼み、バラク・オバマアメリカ合衆国大統領（当時）も弔意を表明した。

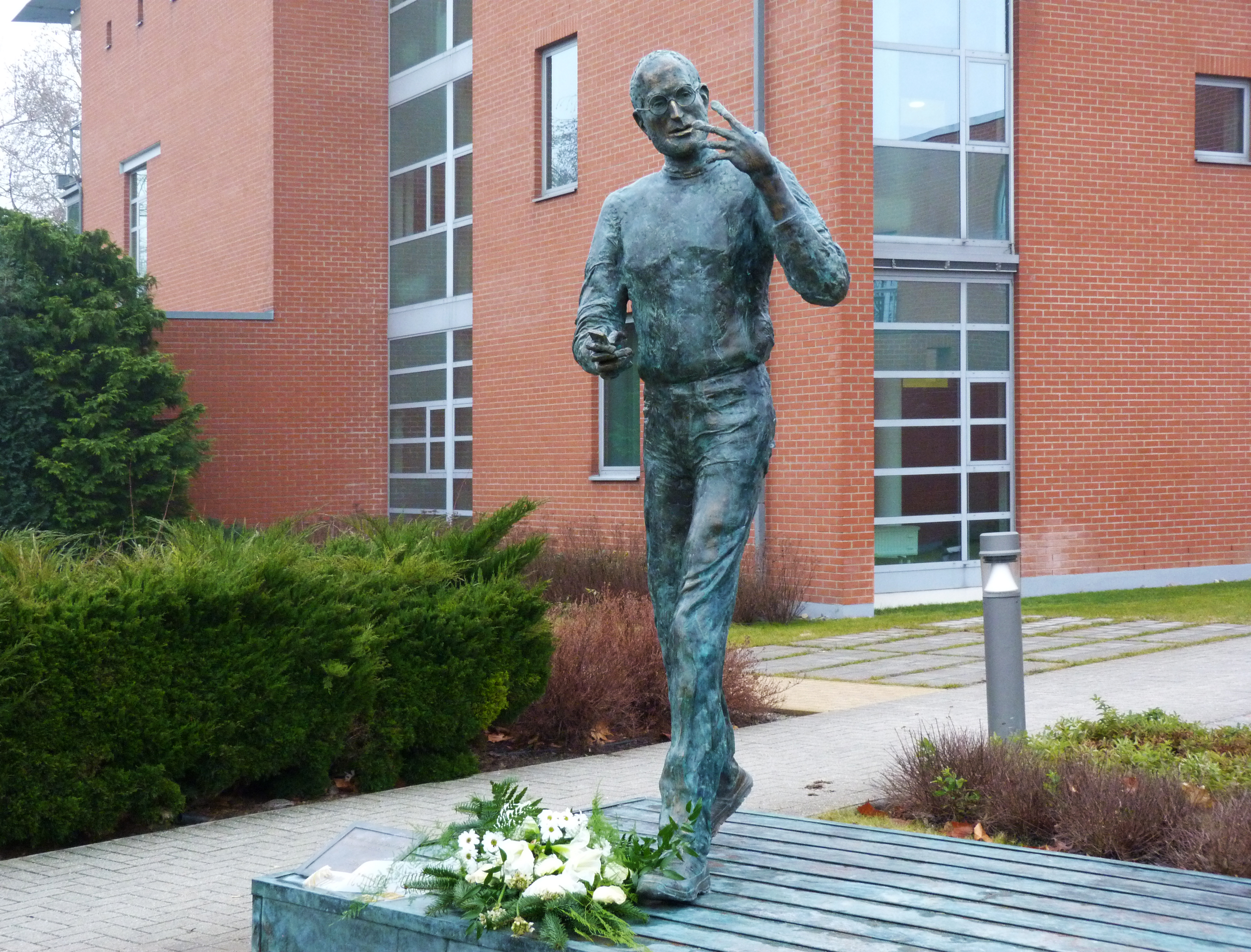
ブダペストのグラフィソフトパークに建立されたジョブズの像

ArchiCADなどの建築CADソフトウェアを手がけるグラフィソフトでは、同年12月21日、ハンガリーの彫刻家であるErno Tothによって彫られたジョブズの銅像をブダペストのグラフィソフトパークに建立した。同社は創業期以来、商品の開発および販売面でジョブズ率いるAppleから支援を受けており、同社の本社があるグラフィソフトパークはジョブズの魂を追悼するのにもっともふさわしい場所であるという。なお、ジョブズの銅像が建てられたのは世界初である。
Appleはジョブズの死を受けて、ホームページ上に以下の追悼文を掲載した。
| 「 | Appleは先見と創造性に満ちた天才を失いました。世界は一人の素晴らしい人物を失いました。スティーブを知り、共に仕事をすることができた幸運な私たちは、大切な友人と、常にインスピレーションを与えてくれる師を失いました。スティーブは彼にしか作れなかった会社を残しました。スティーブの精神は永遠にAppleの基礎であり続けます。 | 」 |

現在でもInfinite Loopにあるジョブズのオフィスは死去した2011年当時のまま保存されており、ティム・クックはアイデアのヒントを得るために時折訪れている。

## 評価
スティーブ・ウォズニアック
ジョブズと初めて出会ったのは1970年頃かな。当時僕は「世界中のあらゆるコンピュータを自分で作れる」と思っていた。3軒隣の近所の友人に紹介されたのがジョブズ。彼とは人生の豊かさとは何か？　についてよく語り合った。ジョブズはヒッピー型で、僕はカウンターカルチャー型。まあ僕のほうが年上だから、ジョブズは僕の意見の影響を受けているはずだね（笑）

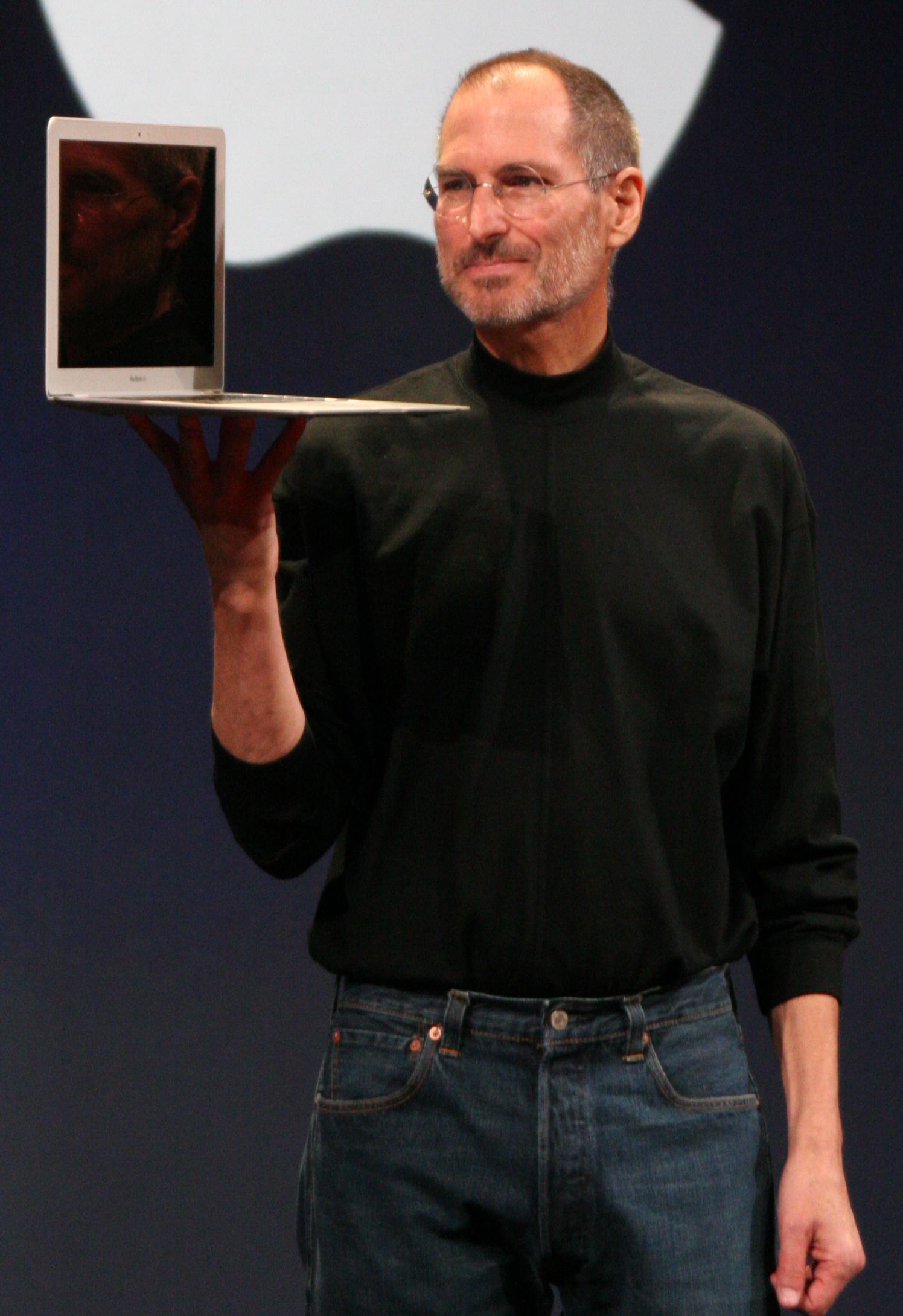
Macworld Conference & Expoでのジョブズ（2008年）

学生時代、タッチトーンを再現して無料で国際電話を掛けられる機械（ブルーボックス）を作ったんだ。親には「絶対に家では使うな！」と言われたから、ジョブズと大学の寮で売りさばいたんだ。もちろん違法さ。いや本当に捕まらなくてよかった（笑）
ジョブズが誰か有名人に電話してやろうというから「何を言ってるんだ。今は午前3:30だよ！」といって彼を止めた。だから6:00になるのを待ってローマ法王に電話したのさ。そうしたら法王の下の司教が電話に出たんだけど、イタリア語が分からないから電話を切っちゃった。もしローマ法王が電話に出たらだって？「僕の伯父はカトリックの神父です！」って言うつもりだったさ。

僕がジョブズにアタリの“ブロック崩しゲーム”を改良するよう頼まれた時、彼は4日でやってくれと言ってきた。徹夜して改良したブロック崩しを、ジョブズは「2人で作った」とアタリに言い、報酬をピンはねしたんだ（笑）。でもそれでいいのさ。僕は「ゲームを作れば子供たちが喜ぶ」と思って頑張ったんだからね。ちなみにアタリ時代のジョブズは人間関係に問題があって、いつも1人で夜の勤務シフトに入っていたよ（笑）—スティーブ・ウォズニアック(Apple共同創業者)
ビル・ゲイツ
スティーブと私は30年近く前に出会い、人生の半分以上、同志であり競争相手であり友人であった。
スティーブのように深い影響力を与えられる人間は、めったにいない。その影響はこれからの多くの世代にも受け継がれるだろう。—ビル・ゲイツ、The Gates Notes, 2011年10月5日
バラク・オバマ
スティーブはアメリカのイノベーターの中で最も偉大な一人であった。違う考えを持つことに勇敢で、世界を変えられるという信念に大胆で、そしてそれを成し遂げるための充分な能力があった。この星で最も成功した会社の1つをガレージから作り上げることで、彼はアメリカの独創性の精神を実証した。スティーブは毎日が最後の日であるかのように生き、私たちの生活を変え、全産業を再定義し、私たち一人一人が世界を見る方法を変えた。—バラク・オバマ、The White House Blog, 2011年10月5日
ラリー・ペイジ
彼はとてつもない業績と驚くべき輝きを持つ偉人であった。彼は常に、あなたが何を考えているかをあなたが話す前に、ほんの数語で説明できるような人であった。彼のユーザーエクスペリエンスへの関心はいつも他の人より高く、常に私にインスピレーションを与えてくれる存在であった。私がGoogleのCEOになった際も、彼は状態があまり良くないにもかかわらず、アドバイスと知識を提供するために私に多くの時間を割いてくれた。私とGoogleの考えは、彼の家族とすべてのAppleファミリーとともにある。
—ラリー・ペイジ、(Google、Alphabet創業者)Google+,2011年10月6日
ボブ・アイガー
スティーブは素晴らしい友人であり、信頼できるアドバイザーでもあった。彼の功績は、製品やビジネスのみならず、何百万人という人々の生活を変え、文化を作り出した事にある。彼はクリエイティブで創造力に溢れた独創的な人であった。—ボブ・アイガー、(ディズニーCEO), 2011年10月5日
ジョージ・ルーカス
普段、人々がただ表層的に受け入れてしまうような物事でも、スティーブは常に本質を見極め、そのビジョン実現のため、決して妥協しなかった。彼の見出した素晴らしい才能や創造してきたものは、これから何年も、人々によって語り継がれて行くだろう。—ジョージ・ルーカス
スティーヴン・スピルバーグ
スティーブ・ジョブズはトーマス・エジソン以来の発明家だった。彼は私たちの指先に世界を置いてくれた。—スティーヴン・スピルバーグ
ディック・コストロ
極稀に、ただそのレベルを押し上げるだけではなく、完全に新たな指針を作り上げる人がでてくるものだ。—ディック・コストロ(Twitter元CEO)
ハワード・ストリンガー
スティーブのイノベーションや独創性は、幾世代にも渡って、夢や理想を抱く人々の刺激となり続けるだろう。—ハワード・ストリンガー(ソニー元社長)
崔志成（チェ・ジソン）
世界のIT産業にビジョンを提示し革新を導いた天才的企業家であった。
彼の創造的精神と優れた業績は永遠に忘れられないだろう。—崔志成(チェ・ジソン)(サムスン電子元CEO)
ジェイ・エリオット
ジョブズには、1000マイル先の水平線が見えていた。しかし、彼にはそこに到達するまでに、通らなければならない道の詳細は見えていなかった。それが彼の天才性であり落ち度でもあった。—ジェイ・エリオット
ジェフ・ラスキン
他人の脳みそを盗むのはジョブズにとって普通のやり方さ。まず人のアイデアを鼻であしらっておいて、その1週間後には、素晴らしいアイデアを思いついたなんていいながら戻ってくる。そのアイデアというのは、もちろん1週間前に誰かがジョブズに話したアイデアなんだ。我々はジョブズのことを現実歪曲空間と呼んでいた。—ジェフ・ラスキン
ジョン・スカリー
スティーブは、強烈な情熱をもち、生きている間は彼を追う人達の生活に重大な違いを作り出した。お金や、どんな物を持っているかといったことに執着してなかった。世界は彼が輝かしい天才でありテクノロジーを魔法に変えた人物であることを知っている。スティーブの一部は、その美しくデザインされた製品と妥協の無いメディア体験を通じて、今も我々全ての中に生き続けている。彼は、その創造性で我々のイマジネーションを虜にした。彼の遺産は、史上最高のCEOとしてより、遥かに大きなものだ。世界のリーダーが亡くなったが、彼が我々に教えてくれたリーダーシップは、今なお生き続けている。—ジョン・スカリー、2011年10月6日
ロバート・サットン
私がイヤな奴についての本を書いていることが知れたとたん、誰もが進んでやって来てはスティーブ・ジョブズの話を聞かせてくれるようになった。シリコンバレーでいかにジョブズが恐れられているか、そのレベルには驚嘆するものがある。彼は人を震え上がらせ、悲嘆にくれさせる。だが、彼はほとんどいつも正しく、たとえ間違えている時でも、その創造性の豊かさには目を見張るものがある。—ロバート・サットン（スタンフォード大学教授）
ジャン＝ルイ・ガセー
民主主義に沿ってたんじゃ、素晴らしい商品なんて創れっこない。闘争本能の固まりのような独裁者が必要なんだよ。—ジャン＝ルイ・ガセー（Be創業者、元Apple副社長）
孫正義
スティーブ・ジョブズは、芸術とテクノロジーを両立させた正に現代の天才だった。数百年後の人々は、彼とレオナルド・ダ・ヴィンチを並び称する事であろう。彼の偉業は、永遠に輝き続ける。—孫正義、(ソフトバンク創業者),2011年10月5日
ルパート・マードック
スティーブは現代の最も優れたCEOであった。彼がメディアやエンターテインメントに対していかに革命的なインパクトを与えたかが思い出される。—ルパート・マードック(ニューズ・コープ創業者)
フォーチュン
2009年11月には、アメリカの経済誌『フォーチュン』から「過去10年間の（最も優れた）最高経営責任者」に選出された。

## 人物像

### 仕事への姿勢
人を引き抜く際にはその人を強く揺り動かす「魔法」を唱えることで知られ、先述のスカリーをペプシから引き抜く際の文句のほかに、1982年当時ゼロックスで働いていたエンジニア、ボブ・ベルヴィールには「君は優秀だと聞いたけど、やってきた仕事は全部ガラクタだな。俺ん所で働けよ（英語: I hear you're great, but everything you've done so far is crap. Come work for me.）」と語りかけて引き抜いている。また、しばしば何の予告もなしに、突然価値観を180度変えることもあり「3か月前に白が最高だと言っていたのに、今では黒が最高だと言い始め、理由はそれが今正しいからいいんだと、自身以外は納得のいくものは何も口にしない」と元社員は語っている。
ただし、部下に対して高い目標を提示し、精力的に優れた仕事へと導くため、理想の上司として評価されることも多い。
一方でジョブズの要求する水準を満たさない者に対しては放送禁止用語だらけの罵声を浴びせたり、その場で解雇にすることでも知られる。前Apple PR担当チーフのローレンス・クレィヴィアはジョブズとのミーティングの前には必ず闘牛士と同じように「自分はすでに死んだ」と暗示をかけてから挑むと同僚に語っていた。また、ジョブズのApple復帰後に次々と社員がリストラされた際には「スティーブされる」（=解雇になる）という隠語が生まれた。リーアンダー・ケイニーのINSIDE STEVE'S BRAINによれば、これらは部下にプライドと職を懸けさせなければ最高の仕事をしないからというのが理由であり、部下の意見を何度か却下したあとに採用するのも同じ理由である。発案者が信念を持っていない意見やアイデアは無視すると決めている。例えば"iPod"という名称も採用する前に2度却下している。
Apple Computer社の暫定CEOに就任して以来、当時赤字続きだったAppleのために自分はピクサー社の収入があるとし、一貫して給与は毎年1米ドルしか受け取っていないことは有名である（しかし、慢性的赤字から経営を回復させた功績により、高額の成功報酬及びストックオプションがAppleから与えられている）。実際、2004年にはストックオプションのほかの成功報酬はなく、本当に1米ドルしか受け取っていない。
ソニー製品については、「ソニーのHDVカメラは優秀で、高価だが一家に一台必要だ」と言う一方で、ウォークマンを「iPodに劣る」と言ったり、「 iPodが存在する理由は、ポータブルミュージックプレイヤーの市場を造って独占していた日本の企業が、ソフトウェアを作れなかったからです。」と、批判した事もある。 1999年10月5日のメディアイベントのスピーチ冒頭で、ソニー共同創業者盛田昭夫の死に追悼の意を表し、トランジスタラジオやトリニトロン、ウォークマンなど革新的な商品開発を、Appleに大きな影響を与えたものとして称賛している。
米国の教育制度や政府の官僚的な規制には不満を示し、オバマ大統領との会談では「ビジネスに寄り添わなければ、あなたの任期は1期目で終わる」と警告し、Appleの製品は中国の工場でつくらざるを得ないと述べていた。
強迫性パーソナリティ障害(OCPD)であったともされるほどに、秩序や清潔さに異常にこだわり、初めて自社工場を持った時には、床に這いつくばってゴミが落ちていないか目を光らすなど、細かな事柄に固執したという。

### 趣味趣向
ジョブズのトレードマークである黒のタートルネックは、三宅一生デザインのもの。ジョブズが1980年代に盛田昭夫に案内されてソニーの工場見学をしたことがきっかけになっている。三宅デザインのソニーの制服を見たジョブズが盛田に社員が着る理由を質問した際、盛田から「絆です。」との返答に感心したジョブズは、三宅にユニフォームを発注して、Appleの制服にすることを提案したが、これは受け入れられなかった。しかしこれを機にジョブズは三宅デザインの黒のタートルネックとリーバイスのジーンズ、ニューバランスのスニーカーを自分のユニフォームと位置づけ、毎日それだけを着続けるようになったという。また余計な選択肢で頭を使わないために服は同じものを何着も持っていた。
音楽では、ボブ・ディランとビートルズ（特にジョン・レノン）の大ファンでもあった。Appleのプレゼンテーションで、ボブ・ディランの詩を朗読したりビートルズのジャケット写真を使ったり、iPhoneやiPodのデモンストレーションではビートルズやジョン・レノンやボブ・ディランの楽曲を流した事もある。なお、初代iPhoneのデモでもビートルズの楽曲を流したが、当時iTunesではビートルズの楽曲は配信されておらず、ビートルズが設立したレコード会社である英アップル社とジョブズ率いる米アップル社との間で商標を巡って係争中でもあった。愛読書はパラマハンサ・ヨガナンダ著『あるヨギの自叙伝』で、自分のiPad 2にダウンロードした唯一の本。ティーンエイジャー時代に初めて読み、インド旅行中にまた読み、以来年一度は読み返していた。
型破りな性格は経営だけでなく、愛車のメルセデスにはナンバープレートをつけていないことにも表れている。これについては、2001年のフォーチュン誌に「ちょっとしたゲームなんだよ」と語っている。
ジョブズはポルノ嫌いを繰り返し語っており、アップルはポルノに対する厳しい姿勢で知られる。最高経営責任者（CEO）だった2010年には「道義的責任だ」としてポルノアプリをiPhone上で配信しないことを決めた。

### 菜食主義と思想
食生活には強いこだわりを持つ。大学時代から魚介類以外の動物性の食品は一切摂らないぺスカタリアンだった。また、日本食、とりわけ蕎麦や寿司を好んだことが知られている。また、果物も好物で、特に林檎がお気に入りであり、社名の由来にもなったと言われている。
Apple本社の食堂Café Macsには、ジョブズが考案したという「刺身ソバ」なるメニューがある。Appleに復帰後、社員食堂を自社運営に切り替えて、ジョブズ自身がスカウトした料理人が腕を振るっている。「ベジタリアンだから臭わない」という独自の思想により、若いころはシャワーを滅多に浴びなかった。そのため、ただでさえコミュニケーションが取れず評判の悪かったジョブズは、アタリ社やAppleの社員から「臭い」とクレームが多かったという。洋式便器で足を洗うという奇行もしていたという。また若いころは、素足やサンダルのままで仕事をすることも多く、出資者や取引相手と話をする際にも、素足やサンダルのまま、机に足を投げ出して対応するなどの非常識な言動があったという。
仏教徒であり、宗派は曹洞宗、師は日本人である乙川弘文。若いころから禅に傾倒し、しばしばスピーチなどで禅の教えを引用した。乙川弘文を精神的指導者と慕っており、結婚式を取り仕切ってもらっている。禅だけではなく日本の文化に深い関心を持ち、晩年まで家族旅行でしばしば京都を訪れていた。また、新版画の密かなコレクターでもあり、1983年から蒐集を開始している。翌年のMacintoshの発表セレモニーでは、自身が持っていた橋口五葉の「髪梳ける女」をスクリーンに映し出すことで、その優れた映像技術を示した。ジョブズは新版画の中で、特に川瀬巴水の風景画を好んだという。日本の和菓子を好み、赤坂青野から饅頭を半年間取り寄せた。一方で、日本のビジネス界に対しては、日本のPCメーカーのことを「海岸を埋めつくす死んだ魚」と表現する（ただし、これは日本のメーカーに対してではなく、日本のメーカーが大量の商品攻勢をかけられる可能性を作ったPC/AT互換機に対する揶揄であるともいわれている）など、辛辣な一面を見せることもある。
業界でジョブズにまつわる人物は数多いが、中でもマイクロソフト創業者のビル・ゲイツは、同じ1955年生まれということもあって、独特のライバル関係にある。世間では確執が語られることも多いが、自他ともに認める友人でもあり、ビジネスのみならずプライベートでも関係が深かったことが知られている。互いにビジネスの才覚については高く評価している。腹心の部下である、バド・トリブルが使い始めたという「現実歪曲空間」は、たとえ彼をよく知る人間がそれに備えていたとしても、抵抗できないといわれている。現実歪曲空間とは、ジョブズの魅力、カリスマ性、虚勢、誇張、マーケティング、宥和政策、持続性をもって、ジョブズ自身と他人に、ほとんどどんな考えでも吹き込む能力であるという。現実歪曲空間により、実現困難性についての規模感や距離感を歪ませ、今手元にある作業が容易に実行可能な気になると言われている。

### 社会貢献活動
慈善活動について公に語ったことはなかったが、妻のローレン・パウエル・ジョブズに関する記事で、生前に数百万ドル以上を教育活動に寄付していたことが死後明らかになっている。
U2のボノは｢アフリカにおけるエイズ撲滅へのアップルの貢献は計り知れないくらい貢献している」と述べている。
アップルはHIV検査、治療、カウンセリングを通じて数千万ドルを寄付した。アップルの関与は他の企業も協力するきっかけとなった。

## ジョブズを描いた作品
書籍
- スティーブ・ジョブズ (書籍)（ウォルター・アイザックソン著）
- ブレント・シュレンダー, リック・テッツェリ 著、井口 耕二 訳『スティーブ・ジョブズ　無謀な男が真のリーダーになるまで』日本経済新聞出版、2016年。
- ジェフリー・S・ヤング、ウィリアム・L・サイモン『スティーブ・ジョブズ 偶像復活』
- 竹内 一正 『サイテーの偉人 スティーブ・ジョブズに学ぶ これからを生きる7つのレッスン』

漫画
- スティーブ・ジョブズ（ヤマザキマリ著、上記の書籍の漫画化）
- スティーブズ（原作：松永肇一、漫画：うめ。複数の著作を元にジョブズとウォズニアックを主役に描く）
- 林檎の樹の下で -アップルコンピュータジャパン物語- ✕スティーブズ外伝（漫画：うめ。斎藤由多加著「林檎の樹の下で アップル日本上陸の軌跡」が2017年に復刊された際に描かれた作中漫画を編集のうえ電子書籍として発刊したもの）

映画
- バトル・オブ・シリコンバレー（1999年、アメリカ映画、ワーナーホームビデオ。ジョブズ役：ノア・ワイリー）
- スティーブ・ジョブズ (2013年の映画)（2013年、アメリカ映画。ジョブズ役：アシュトン・カッチャー）
- スティーブ・ジョブズ (2015年の映画)（2015年、アメリカ映画。ジョブズ役：マイケル・ファスベンダー）